# Freier TuS Regensburg
Der Freie TuS Regensburg (offiziell: Freier Turn- und Sportverein Regensburg e. V.) ist ein Sportverein aus der bayerischen Stadt Regensburg.

## Geschichte
Der Verein wurde am 15. Juni 1911 als Freie Turnerschaft Regensburg gegründet. Die sportlichen Aktivitäten des Arbeitervereins beschränkten sich zunächst auf Turnen und Leichtathletik. Mit der Machtübernahme der Nationalsozialisten wurde der Arbeitersportverein, der seit 1921 den heutigen Namen trägt, verboten und das Vereinsvermögen beschlagnahmt. Die Neugründung erfolgte am 15. Februar 1946.

## Fußballabteilung
| Saison  | Liga             | Klasse | Platz | Tore   | Punkte | Ergebnis                       |
| ------- | ---------------- | ------ | ----- | ------ | ------ | ------------------------------ |
| 1997/98 | Landesliga Mitte | V      | 13.   | 52:67  | 39     |                                |
| 1998/99 | Landesliga Mitte | V      | 13.   | 46:72  | 39     |                                |
| 1999/00 | Landesliga Mitte | V      | 9.    | 63:55  | 48     |                                |
| 2000/01 | Landesliga Mitte | V      | 6.    | 79:61  | 52     |                                |
| 2001/02 | Landesliga Mitte | V      | 11.   | 62:70  | 44     |                                |
| 2002/03 | Landesliga Mitte | V      | 12.   | 54:63  | 43     |                                |
| 2003/04 | Landesliga Mitte | V      | 12.   | 40:51  | 42     |                                |
| 2004/05 | Landesliga Mitte | V      | 7.    | 62:52  | 52     |                                |
| 2005/06 | Landesliga Mitte | V      | 2.    | 77:41  | 71     |                                |
| 2006/07 | Landesliga Mitte | V      | 6.    | 62:44  | 61     |                                |
| 2007/08 | Landesliga Mitte | V      | 7.    | 54:37  | 48     |                                |
| 2008/09 | Landesliga Mitte | VI     | 4.    | 76:60  | 63     |                                |
| 2009/10 | Landesliga Mitte | VI     | 1.    | 78:43  | 68     | Aufstieg                       |
| 2010/11 | Bayernliga       | V      | 18.   | 38:74  | 23     | Abstieg                        |
| 2011/12 | Landesliga Mitte | VI     | 19.   | 25:122 | 7      | Klassenerhalt wegen Ligareform |
| 2012/13 | Landesliga Mitte | VI     | 15.   | 52:67  | 39     | Abstieg                        |

Die Fußballabteilung wurde nach dem Zweiten Weltkrieg gegründet und hat bis in die 1990er-Jahre im unteren Amateurbereich gespielt. Erste überregionale Aufmerksamkeit erlangten die Fußballer des Freien TuS mit dem Aufstieg in die Landesliga im Jahr 1997, in der sie erstmals im Ligabetrieb auf Mannschaften außerhalb der Oberpfalz trafen. Im gleichen Jahr sicherte sich die erste Herrenmannschaft außerdem den Bezirksmeistertitel und die Bayerische Meisterschaft im Hallenfußball. In den beiden ersten Landesliga-Saisons kam es auch zu den ersten Pflichtspielvergleichen mit dem Nachbarn SSV Jahn Regensburg, mit dem sich der Freie TuS das Trainingsgelände teilte und der sich zeitgleich an seinem Tiefpunkt befand. Allerdings konnte der Jahn in keinem Spiel besiegt werden. 2006 nahmen die Rot-Schwarzen nach dem zweiten Platz an den Relegationsspielen zur Bayernliga teil, unterlagen im Finale aber dem 1. FC 01 Bamberg. In der Saison 2009/10 wurde der Freie TuS schließlich Meister der Landesliga und stieg erstmals in die Bayernliga auf, was den größten Erfolg der Vereinsgeschichte darstellt. Nach nur einem Jahr erfolgte jedoch der Abstieg als Tabellenletzter. 2013 stiegen die Regensburger erneut ab, was nach 16 Jahren den Abschied aus dem überregionalen Fußball bedeuten sollte. Bis 2018 war der Freie TuS zwei weitere Male bis in die Kreisklasse abgestiegen und spielt heute erneut nur im unteren Amateurbereich.

### Erfolge
- Aufstieg in die Bayernliga 2010

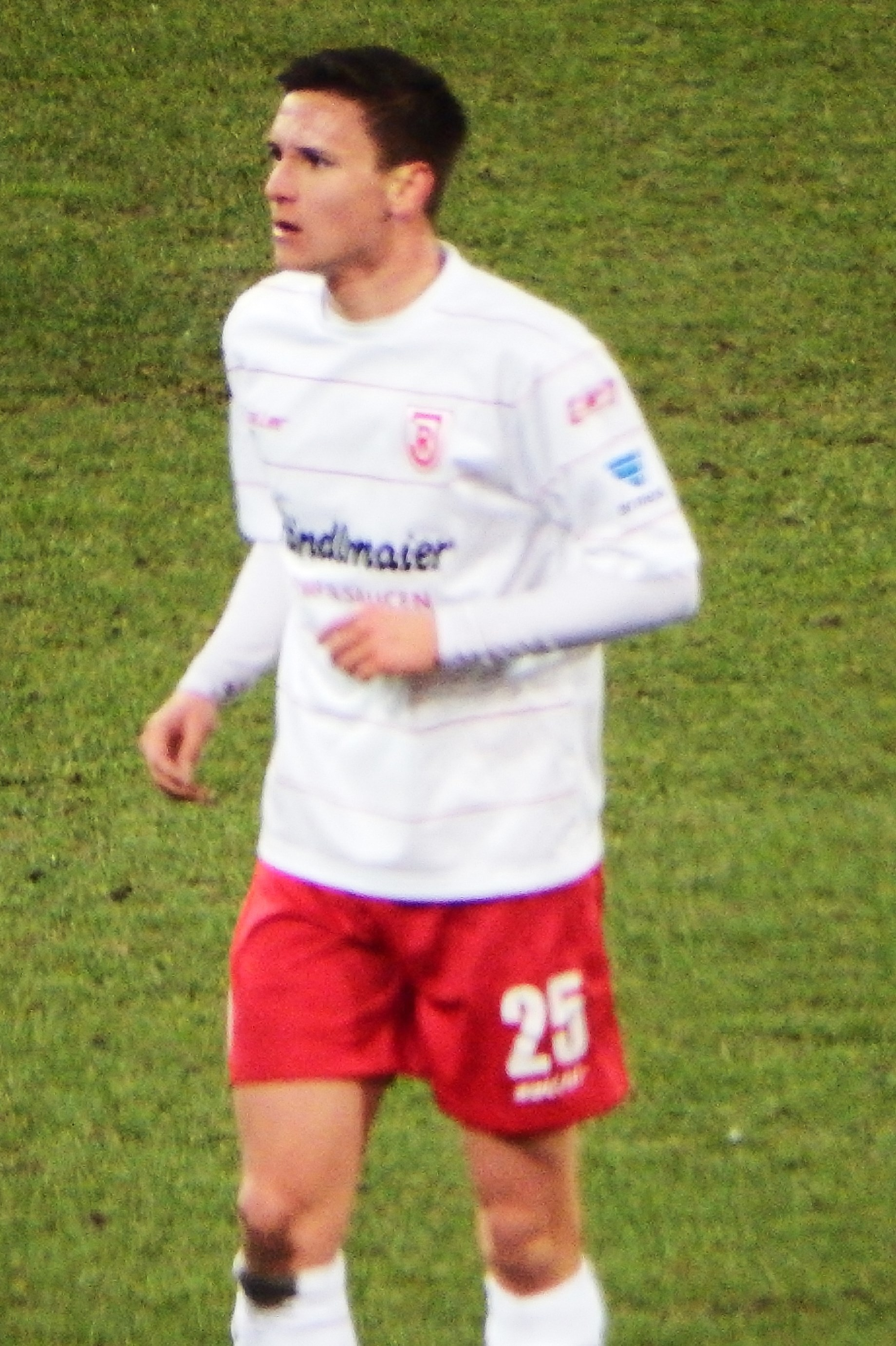
Markus Smarzoch machte 12 Zweitligaspiele für den SSV Jahn

- 1× Bayerischer Hallenmeister (1997)
- 5× Oberpfalzmeister im Hallenfußball (1987, 1997, 1998, 1999, 2000)

### Bekannte Spieler
- Nico Beigang, ehemaliger Drittligaspieler für den SSV Jahn Regensburg, die Stuttgarter Kickers und des SV Darmstadt 98 (47 Spiele, acht Tore), war von 2012 bis 2015 Spielertrainer des Freien TuS.
- Andreas Brysch begann seine Karriere in der Jugend des Vereins. Der Abwehrspieler spielte später für den Jahn und die SpVgg Unterhaching in der 3. Liga (85 Spiele).
- Markus Giesecke spielte Fußball in der Jugend des Vereins. Er wechselte später zum Futsal und spielt derzeit beim TV Wackersdorf in der Futsal-Regionalliga.
- Markus Lützler, der in der Saison 2004/05 für den Freien TuS spielte, machte zuvor für Wacker Burghausen, den 1. FC Nürnberg und den 1. FC Saarbrücken 32 Spiele in der 2. Bundesliga (drei Tore).
- David Romminger, später Drittligaspieler beim SSV Jahn (33 Spiele), startete seine Laufbahn ebenfalls in den Jugendmannschaften des TuS.
- Markus Smarzoch, Zweit- und Drittligaspieler für Jahn Regensburg, spielte von 2008 bis 2011 an der Schillerwiese.

## Weitere Abteilungen
Des Weiteren bietet der Verein derzeit die Abteilungen Bikepolo, Kanusport, Kinderturnen, Pétanque und Ski an.